# Ogonów (Bieżeń)
Ogonów – część wsi Bieżeń w Polsce, położona w województwie śląskim, w powiecie kłobuckim, w gminie Wręczyca Wielka.
W latach 1975–1998 Ogonów administracyjnie należał do województwa częstochowskiego.